# Musicografía Braille

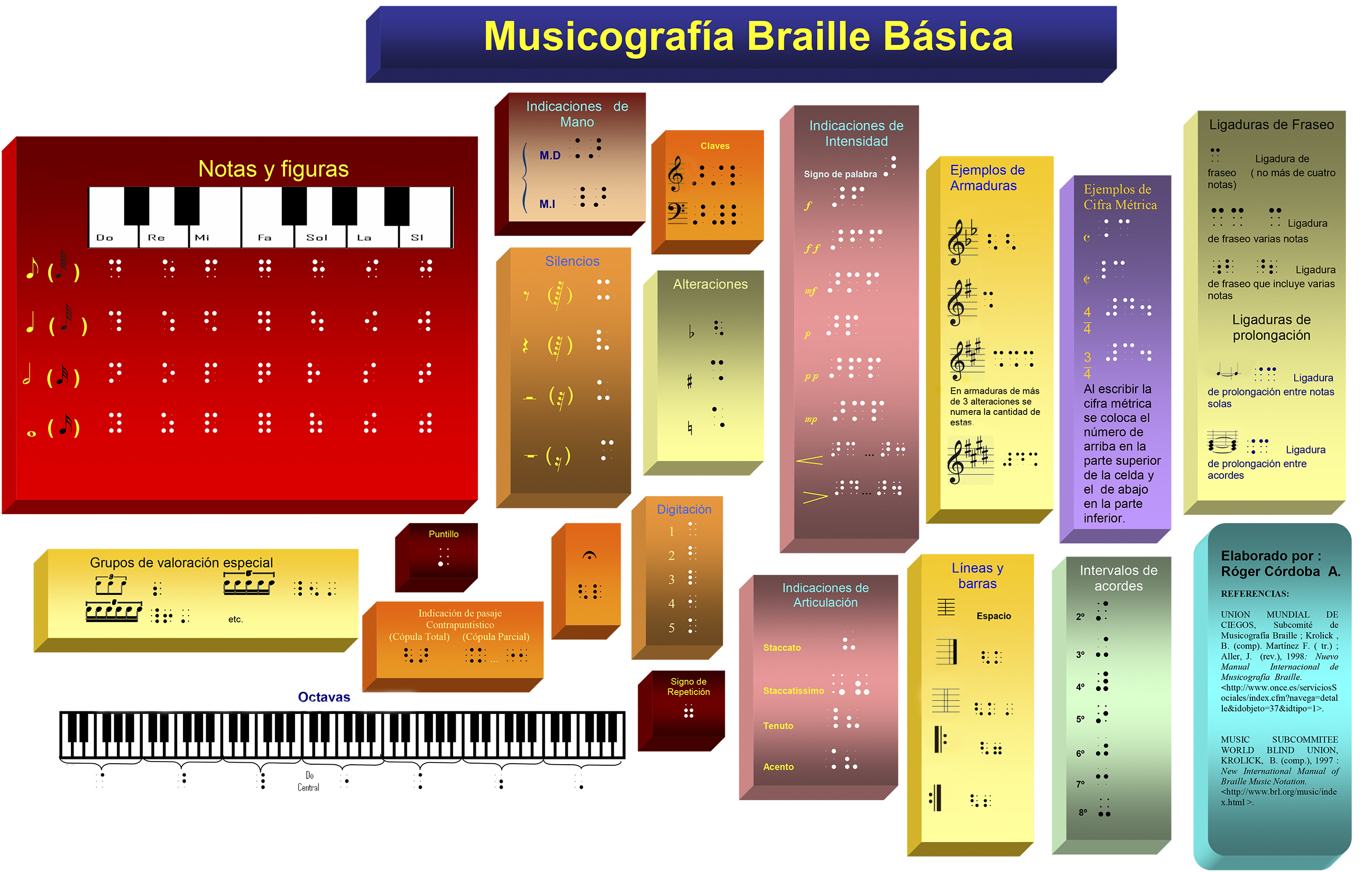
Musicografía Braille Básica

La Signografía Musical Braille o “Musicografía” es un sistema de lectoescritura ideado por Braille que sirve para escribir y leer notación musical. El aprendizaje de este sistema se inicia con el conocimiento de los caracteres iniciales en Braille y su correspondencia en la música. 

## Los orígenes de la notación musical en Braille

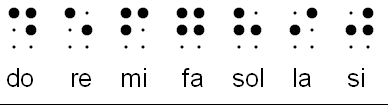
Las notas musicales en notación Braille

Valentin Haüy, director del primer Instituto para Jóvenes Ciegos de París en el que ingresó Louis Braille, ideó un primer sistema de notación musical que consistía en poner en relieve la notación musical ordinaria. Su lectura, no obstante, resultaba muy difícil y además eran muy costosas de hacer. Por todo ello, la mayoría de los profesores de aquel Instituto preferían realizar sus lecciones musicales mediante la transmisión oral y la memorización. Hacia 1819, los alumnos más avanzados del centro idearon un procedimiento imitado del de J.J.Rousseau: las 25 letras del alfabeto y las cinco vocales acentuadas representaban una escala de 30 notas, suficiente para cubrir con cierta amplitud lo que podía caber dentro de un pentagrama y de sus líneas adicionales. Una nota sostenida se representaba a través de su mayúscula correspondiente o mediante otro tipo de acento; una nota con bemol mediante una mayúscula invertida y finalmente el becuadro mediante las comillas. 
A pesar de parecer ciertamente ingenioso, era muy impreciso en cuanto a la indicación de los valores de las notas ya que para representarlos se procedía a disponer de un mayor o menor espacio entre las letras empleadas. En el año 1829 Braille realizó pequeñas modificaciones de este sistema, como por ejemplo la sustitución de las letras minúsculas representantes de las notas naturales por los caracteres correspondientes a su alfabeto braille, así como la incorporación de otros signos para las alteraciones. A su vez, propuso indicar los valores mediante otros signos que inicialmente incorporaban puntos y rayas. De todos modos inicialmente tuvo muy poca acogida, puesto que en 1831 se publica un "Nuevo método para uso de los ciegos para representar la música por medio de letras, cifras, etc., por los alumnos de la Institución Real de Jóvenes Ciegos de París" y en éste no aparece ningún signo ideado por braille.  
Hasta entonces la notación predominante era la empleada por los videntes, y si no realizaban los trazos en pentagramas ya en relieve, trataban de representar la posición de las notas de una u otra manera o bien directamente aprendían mediante transmisión oral y memorización.  

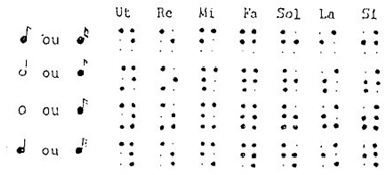
Notas y valores en sistema braille

Braille representó los siete sonidos de la escala mediante siete signos consecutivos de una misma serie Braille. Para ello escogió los signos números 4 a 10 para indicar los grados de la escala de do indicando en la primera línea las corcheas y a partir de ahí añadiendo puntos suplementarios para indicar los cambios de valores: los de la segunda fila para las blancas y las fusas; las de la tercera para las redondas y las semicorcheas y finalmente los de la cuarta para las negras y las semifusas. Para simbolizar la altura de los sonidos, Braille trabajó mucho a través del piano y las escalas. En tal caso, las siete notas de la escala se repiten en el mismo orden generando distintas octavas. Por tanto, utilizó otros siete signos que representaban "claves de octava" que servirían para indicar la altura de las notas representada y también en los cambios de altura.  
Un nuevo sistema estaba a disposición de los estudiantes de música, quienes además de poder realizar una mejor lectura gracias a la perfecta disposición táctil de este nuevo sistema, solamente necesitaban para escribirlo la pauta corriente Braille, sin necesidad de un material especial. En la actualidad este sistema se utiliza de forma estandarizada.

## Las primeras ediciones musicales en Braille

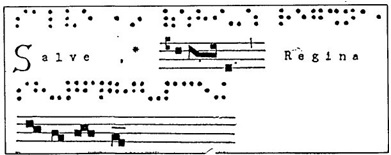
Texto en Gregoriano donde las palabras y la música aparecen alternados

La acogida del sistema Braille en la escritura ordinaria no se produjo de manera oficial hasta los años 50 del siglo XIX. Sin embargo si se empezó a utilizar antes para la escritura musical. Existen, pues, algunas publicaciones del año 1839 como "Los Estudios de Cramer" o la "Colección de cánticos a tres voces, de Gauthier" que ofrecen la particularidad de que mientras el texto literario está escrito en relieve mediante letras comunes, la música está escrita en el sistema braille. Este método heterogéneo se siguió empleando así en 1841 en la publicación adaptada del  "Método de piano de Lemoine" y en 1845 el "Método de Kalkbrenner".  
En las primeras ediciones de música en braille se eliminaban todos aquellos elementos que pudiesen hacer más lenta la lectura, como por ejemplo las indicaciones de matices, articulaciones o digitación. Sin embargo, a partir del año 1860, crecieron las exigencias de profesores y profesionales que preferían una edición más completa, a expensas de que la fluidez lectora fuera menor. Por ello Ballu, alumno de Louis Braille en el Instituto de París, se encargó de imprimir algunas obras en dos ediciones: una simplificada y otra completa. Por ejemplo, inicialmente los "Estudios de Cramer" de 1839 se escribían alternando la línea en braille en la mano derecha y consecutivamente la izquierda. Pero en una nueva edición de "Los estudios de Kalkbrenner" de 1852 optaron por escribir alternativamente frases mucho más largas de una y otra mano.   
Para la representación escrita del canto llano, Ballu ideó un método en 1876 que consistía en marcar cada palabra e inmediatamente las notas correspondientes a esta. Esta forma de impresión fue adoptado de ediciones francesas de música gregoriana escritas en braille tratando de sustituir una lectura rápida por una percepción simultánea del texto y la música.

## Difusión del sistema musical en Braille

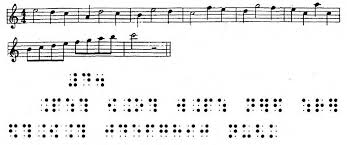
Fragmento musical en notación convencional y braille

Un siguiente paso sería la escritura musical en ordenador existiendo ya un programa que es Braille Music Editor. En América Latina  se realizaron capacitaciones, promovidas por la ONCE y la Unión Latinoamericana de Ciegos, para personas no videntes. De esta manera se incursiona y promueve en el estudio de la música en personas no videntes.
En Bolivia  existe ya una persona capacitada en este sistema de lectoescritura musical  que es el profesor Lorgio Lucía Lazo que trabaja en el Conservatorio Plurinacional de Música de Bolivia. En Colombia se desarrolló la primera App Braille Music que funciona como un asistente que te ayuda a conocer la signografía Braille.